# Sergej Oestjoegov
Sergej Aleksandrovitsj Oestjoegov (Russisch: Сергей Александрович Устюгов) (Mezjdoeretsjenski (Chanto-Mansië), 8 april 1992) is een Russische langlaufer. Hij nam deel aan de Olympische Winterspelen 2014 in Sotsji en de Olympische Winterspelen 2022 in Peking.

## Carrière
Oestjoegov maakte zijn wereldbekerdebuut in januari 2013 in La Clusaz, een maand later behaalde de Rus dankzij een vierde plaats in Sotsji zijn eerste wereldbekerpunten. Op de wereldkampioenschappen langlaufen 2013 in Val di Fiemme eindigde hij als 47e op de 15 kilometer vrije stijl. Samen met Jevgeni Belov, Maksim Vylegsjanin en Aleksandr Legkov veroverde hij de bronzen medaille op de estafette. In december 2013 stond Oestjoegov in Davos voor de eerste maal in zijn carrière op het podium van een wereldbekerwedstrijd. Op 11 januari 2014 boekte de Rus in Nové Město na Moravě zijn eerste wereldbekerzege. Tijdens de Olympische Winterspelen van 2014 in Sotsji eindigde hij als vijfde op de sprint.
In Falun nam Oestjoegov deel aan de wereldkampioenschappen langlaufen 2015. Op dit toernooi eindigde hij als zestiende op de sprint en als 28e op de 15 kilometer vrije stijl. In januari 2017 greep de Rus de eindzege in Tour de Ski. Op de wereldkampioenschappen langlaufen 2017 in Lahti werd hij wereldkampioen op de 30 kilometer skiatlon, op zowel de sprint als de 50 kilometer vrije stijl legde hij beslag op de zilveren medaille. Op de teamsprint veroverde hij samen met Nikita Krjoekov de wereldtitel, samen met Andrej Larkov, Aleksandr Bessmertnych en Aleksej Tsjervotkin behaalde hij de zilveren medaille op de estafette.
In Seefeld nam Oestjoegov deel aan de wereldkampioenschappen langlaufen 2019. Op dit toernooi eindigde hij als negende op de 30 kilometer skiatlon en werd hij gediskwalificeerde op de sprint. Op de estafette sleepte hij samen met Andrej Larkov, Aleksandr Bessmertnych en Aleksandr Bolsjoenov de zilveren medaille in de wacht. Op de wereldkampioenschappen langlaufen 2021 in Oberstdorf eindigde hij als vijfde op de sprint.
Op 13 februari 2022 won hij in een team met Aleksandr Bolsjoenov, Aleksej Tsjervotkin en Denis Spitsov, goud op de 4x10 km estafette tijdens de Olympische Winterspelen in Peking.

## Resultaten

### Olympische Winterspelen
| Jaar | Plaats | Resultaten              |
| ---- | ------ | ----------------------- |
| 2014 | Sotsji | 5e Sprint (vrije stijl) |
| 2022 | Peking | 4x10 km estafette       |

### Wereldkampioenschappen
| Jaar | Plaats        | Resultaten                                                                                                   |
| ---- | ------------- | --- |
| 2013 | Val di Fiemme | 47e 15 km vrije stijl · 4x10 km estafette                                                                    |
| 2015 | Falun         | 16e Sprint (klassieke stijl) 28e 15 km vrije stijl                                                           |
| 2017 | Lahti         | Sprint (vrije stijl) · 30 km skiatlon · 50 km vrije stijl · Teamsprint (klassieke stijl) · 4x10 km estafette |
| 2019 | Seefeld       | DSQ Sprint (vrije stijl) · 9e 30 km skiatlon · 4×10 km estafette                                             |
| 2021 | Oberstdorf    | 5e Sprint (klassieke stijl)                                                                                  |

### Wereldbeker
| Legenda | Legenda            |
| ------- | ------------------ |
| TdS     | Tour de Ski        |
| NO      | Nordic Opening     |
| LT      | Lillehammer Triple |
| RT      | Ruka Triple        |
| WBF     | Wereldbekerfinale  |
| STC     | Ski Tour Canada    |
| ST      | Ski Tour           |

Eindklasseringen
| Seizoen   | Algm   | DI   | SP  | TdS    |
| --------- | ------ | ---- | --- | ------ |
| 2012/2013 | 55e    | 102e | 23e | –      |
| 2013/2014 | 11e    | 46e  | 6e  | –      |
| 2014/2015 | 26e    | 44e  | 6e  | –      |
| 2015/2016 | 4e     | 5e   | 6e  | Brons  |
| 2016/2017 | Zilver | 7e   | 5e  | Goud   |
| 2017/2018 | 12e    | 10e  | 12e | DNF    |
| 2018/2019 | 10e    | 17e  | 35e | Zilver |
| 2019/2020 | 8e     | 8e   | 19e | Zilver |
| 2020/2021 | 39e    | 39e  | 18e | –      |

Wereldbekerzeges
| Datum            | Plaats                | Onderdeel                              |
| ---------------- | --------------------- | -------------------------------------- |
| 11 januari 2014  | Nové Město            | Sprint (vrije stijl)                   |
| 14 februari 2016 | Falun                 | 15 km vrije stijl (massastart)         |
| 1 maart 2016     | Gatineau              | Sprint (vrije stijl) STC               |
| 5 maart 2016     | Quebec                | 15 km vrije stijl (handicapstart) STC  |
| 11 december 2016 | Davos                 | Sprint (vrije stijl)                   |
| 31 december 2016 | Val Müstair           | Sprint (vrije stijl) TdS               |
| 1 januari 2017   | Val Müstair           | 10 km klassieke stijl (massastart) TdS |
| 3 januari 2017   | Oberstdorf            | 20 km skiatlon TdS                     |
| 4 januari 2017   | Oberstdorf            | 15 km vrije stijl (handicapstart) TdS  |
| 6 januari 2017   | Toblach               | 10 km vrije stijl TdS                  |
| 8 januari 2017   | Tour de Ski 2016/2017 | Tour de Ski 2016/2017                  |
| 30 december 2017 | Lenzerheide           | Sprint (vrije stijl) TdS               |
| 30 december 2018 | Toblach               | 15 km vrije stijl TdS                  |
| 28 december 2019 | Lenzerheide           | 15 km vrije stijl (massastart) TdS     |
| 31 december 2019 | Toblach               | 15 km vrije stijl TdS                  |